# Kenmetiu (Pavian)
Die Kenmetiu-Paviangottheiten zählten im Alten Ägypten zu der zweiten Kategorie von insgesamt vier göttlichen Paviangruppierungen. Nähere Einzelheiten über die Tätigkeiten der Kenmetiu-Paviangottheiten sind bislang nicht bekannt. 

## Hintergrund

### Darstellung
Neben dem Kenmeti-Pavian sind drei weitere Paviangottheiten bekannt: Wpwtj, S3w und Bntj. Die Kenmeti-Paviane waren zudem in weibliche und männliche Paviangottheiten unterteilt. Der männliche Kenmeti-Pavian ist ikonografisch stehend mit erhobenen Armen abgebildet, während die weiblichen Kenmeti-Paviane eine eigene Göttergruppe bildeten (siehe auch Kenmetiet).

### Mythologische Aspekte
Die Paviangottheiten lebten im altägyptischen Land Utenet, das wiederum in verschiedene Bezirke aufgeteilt war. In der ägyptischen Mythologie war Utenet zugleich die Region vom Auge des Re, in welcher sich auch die Gottheiten Min sowie Re als jauchzender Pavian und Chepri als „Pavian der Duat“ aufhielten. 
Im Gebiet der Kenmeti-Paviangottheiten lebten zugleich die Bhntj-Paviangötter. In verschiedenen Opferritualen stehen die Kenmeti-Paviangötter in Verehrung anderen übergeordneten Göttern in unterwürfiger Haltung gegenüber.